# Goldene Himbeere 2025
Die Goldene Himbeere 2025 (englisch 45th Golden Raspberry Awards) zeichnete die schlechtesten Leistungen des Filmjahres 2024 aus, basierend auf den Stimmen von Mitgliedern der Golden Raspberry Foundation. Insgesamt 1.202 stimmberechtigte Filmfans, Kritiker und Journalisten aus 49 US-Bundesstaaten und über zwei Dutzend Ländern konnten je Kategorie jeweils fünf Vorschläge einreichen. Die finalen Nominierungen wurden am 21. Januar 2025 bekanntgegeben.
Die Preisträger wurden am 28. Februar 2025 verkündet, zwei Tage vor der Vergabe der Oscars. Als schlechtestes Werk wurde der Superheldenfilm Madame Web ausgezeichnet, der ebenso die Negativpreise für das schlechteste Drehbuch und die schlechteste Hauptdarstellerin erhielt. Dahinter folgten die Comicverfilmung Joker: Folie à Deux, der Monumentalfilm Megalopolis und die Komödie Unfrosted mit jeweils zwei Auszeichnungen. Der Himbeeren-Erlöser-Preis ging an Pamela Anderson für ihre Darbietung in The Last Showgirl, nachdem sie 1997 als schlechteste Newcomerin für Barb Wire ausgezeichnet worden war.

## Preisträger und Nominierte
Es folgt die komplette Liste der Preisträger und Nominierten.
| Kategorien                                           | Nominierte |
| ---------------------------------------------------- | --- |
| Schlechtester Film                                   | Madame Web |
| Schlechtester Film                                   | Borderlands |
| Schlechtester Film                                   | Joker: Folie à Deux                                                                                               |
| Schlechtester Film                                   | Megalopolis |
| Schlechtester Film                                   | Reagan |
| Schlechteste Neuverfilmung oder billigster Abklatsch | Joker: Folie à Deux                                                                                               |
| Schlechteste Neuverfilmung oder billigster Abklatsch | The Crow |
| Schlechteste Neuverfilmung oder billigster Abklatsch | Kraven the Hunter                                                                                                 |
| Schlechteste Neuverfilmung oder billigster Abklatsch | Mufasa: Der König der Löwen                                                                                       |
| Schlechteste Neuverfilmung oder billigster Abklatsch | Rebel Moon – Teil 2: Die Narbenmacherin                                                                           |
| Schlechteste Regie                                   | Francis Ford Coppola – Megalopolis                                                                                |
| Schlechteste Regie                                   | S. J. Clarkson – Madame Web                                                                                       |
| Schlechteste Regie                                   | Todd Phillips – Joker: Folie à Deux                                                                               |
| Schlechteste Regie                                   | Eli Roth – Borderlands                                                                                            |
| Schlechteste Regie                                   | Jerry Seinfeld – Unfrosted                                                                                        |
| Schlechtestes Drehbuch                               | Matt Sazama, Burk Sharpless, Claire Parker & S. J. Clarkson – Madame Web                                          |
| Schlechtestes Drehbuch                               | Todd Phillips & Scott Silver – Joker: Folie à Deux                                                                |
| Schlechtestes Drehbuch                               | Richard Wenk, Art Marcum & Matt Holloway – Kraven the Hunter                                                      |
| Schlechtestes Drehbuch                               | Francis Ford Coppola – Megalopolis                                                                                |
| Schlechtestes Drehbuch                               | Howard Klausner & Jonas McCord – Reagan                                                                           |
| Schlechtester Schauspieler                           | Jerry Seinfeld – Unfrosted                                                                                        |
| Schlechtester Schauspieler                           | Jack Black – Dear Santa – Teuflische Weihnachten                                                                  |
| Schlechtester Schauspieler                           | Zachary Levi – Harold und die Zauberkreide                                                                        |
| Schlechtester Schauspieler                           | Joaquin Phoenix – Joker: Folie à Deux                                                                             |
| Schlechtester Schauspieler                           | Dennis Quaid – Reagan                                                                                             |
| Schlechteste Schauspielerin                          | Dakota Johnson – Madame Web                                                                                       |
| Schlechteste Schauspielerin                          | Cate Blanchett – Borderlands                                                                                      |
| Schlechteste Schauspielerin                          | Lady Gaga – Joker: Folie à Deux                                                                                   |
| Schlechteste Schauspielerin                          | Bryce Dallas Howard – Argylle                                                                                     |
| Schlechteste Schauspielerin                          | Jennifer Lopez – Atlas                                                                                            |
| Schlechtester Nebendarsteller                        | Jon Voight – Megalopolis, Reagan, Shadow Land & Strangers                                                         |
| Schlechtester Nebendarsteller                        | Jack Black – Borderlands                                                                                          |
| Schlechtester Nebendarsteller                        | Kevin Hart – Borderlands                                                                                          |
| Schlechtester Nebendarsteller                        | Shia LaBeouf – Megalopolis                                                                                        |
| Schlechtester Nebendarsteller                        | Tahar Rahim – Madame Web                                                                                          |
| Schlechteste Nebendarstellerin                       | Amy Schumer – Unfrosted                                                                                           |
| Schlechteste Nebendarstellerin                       | Ariana DeBose – Argylle & Kraven the Hunter                                                                       |
| Schlechteste Nebendarstellerin                       | Lesley-Anne Down – Reagan                                                                                         |
| Schlechteste Nebendarstellerin                       | Emma Roberts – Madame Web                                                                                         |
| Schlechteste Nebendarstellerin                       | FKA Twigs – The Crow                                                                                              |
| Schlechteste Filmpaarung                             | Joaquin Phoenix & Lady Gaga – Joker: Folie à Deux                                                                 |
| Schlechteste Filmpaarung                             | zwei beliebige unerträgliche Charaktere – Borderlands                                                             |
| Schlechteste Filmpaarung                             | zwei beliebige unlustige „Comedy-Schauspieler“ – Unfrosted                                                        |
| Schlechteste Filmpaarung                             | die gesamte Besetzung von Megalopolis                                                                             |
| Schlechteste Filmpaarung                             | Dennis Quaid & Penelope Ann Miller – Reagan                                                                       |
| Himbeeren-Erlöser-Preis                              | Pamela Anderson (von der Himbeere-Preisträgerin für Barb Wire zur Golden-Globe-Nominierten für The Last Showgirl) |